# ولسوالی ترین‌کوت
ترین‌کوت یکی از ولسوالی‌های ولایت ارزگان در جنوب خاوری افغانستان است با جمعیت نزدیک به ۱۰۰٬۰۰۰ نفر. مرکز این ولسوالی که مرکز ولایت نیز می‌باشد، شهر ترین‌کوت است.

سربازان آمریکایی در ترین‌کوت.